# スーパーマリオ 3Dランド
『スーパーマリオ 3Dランド』（スーパーマリオ スリーディーランド、英: Super Mario 3D Land）は、任天堂が2011年11月3日に発売したニンテンドー3DS用3Dアクションゲーム。

## 概要
マリオシリーズ初のニンテンドー3DS専用ソフト。3Dアクションだが、Bダッシュやゴール地点のポール及び旗、ちびマリオの存在など要素・ゲーム性ともに2Dアクションのマリオシリーズにより近づいた内容になっており、各コースには時間制限がある。これについて製作者は「2Dマリオの感覚で遊べる3Dマリオ」と表現している。なお、タイトルの「3Dランド」は、ゲームボーイで展開していた『スーパーマリオランドシリーズ』へのオマージュである事や、ファミコンソフト『スーパーマリオブラザーズ3』のような「進化した（3D）アクションゲーム」を目指して製作された意味合いが込められている。また、タヌキマリオやブンブン、ちくわブロックなど、要素自体も『マリオ3』に登場したものが多い。特に「タヌキのしっぽ」はマリオだけでなく、クッパやクリボー、テレサやキラーなど多くの敵にも付けられ、更にはロゴにも組み込まれているなど、作品の一つの象徴として扱われている。「転がる」などの新アクションや、プロペラボックスといった本作初登場の新アイテム、新パワーアップが追加されており、ほかにも、立体視を用いた騙し絵のような仕掛けや、ゲーム機本体を傾けて操作する望遠鏡など、ニンテンドー3DSの機能を活かした要素も数多くある。
今作は取扱説明書は付属せず、代わりに基本的な操作方法のみを記した簡素な「アクションガイド」が同封されている。従来の詳細な説明書は3DSゲームカードに電子説明書として収録されており、3DSのHOMEメニューから閲覧することができる。
2012年3月24日に、3DS本体（アイスホワイトまたはミスティピンク）を同梱した「スーパーマリオ 3Dランド パック」が発売。バーチャルコンソール版『スーパーマリオブラザーズ』が付属のSDメモリーカードにプリインストールされている。
ゲームプレイにおける3Dの活用については評価が分かれた。2024年3月31日時点で、このゲームは商業的に成功を収めており、全世界で1288万本を販売し、ニンテンドー3DS向けゲームとして7番目に多く売れたタイトルとなっている。また、3DSゲームとして初めて500万本以上を販売した作品でもある。任天堂は2012年にこのゲームをニンテンドーeショップでダウンロード専用タイトルとして配信した。続編である『スーパーマリオ 3Dワールド』は2013年11月にWii U向けに発売され、2021年2月にはNintendo Switch版が発売された。

## ゲーム内容
本作はプラットフォームゲームであり、ゲームデザイナーの宮本茂によって「2Dマリオゲームのように遊べる3Dマリオ」と表現されている。そのため、本作は従来の横スクロール型ゲームの要素（直線的なステージ構成など）と、現代のオープンワールド型ゲームの要素（マリオを三次元で操作し、多様なアクションを行うことなど）を融合している。
従来の横スクロール型マリオゲームに似ているが、本作のマリオは敵や障害物のダメージを受けると「ちびマリオ」になる仕組みで、その状態でさらにダメージを受けると1ミスになる。マリオは新たに2つの動きを習得しており、1つ目は転がりで、これはブロックを下から叩いたり地面に叩きつける動作に似た方法でブロックを破壊できる。2つ目は幅跳びで、広い横方向の距離を1回のジャンプでカバーすることが可能である。本作のステージ目標は、前述の横スクロール型ゲームと同様で、各ステージの目的は制限時間内にゴールポールに到達し掴むことである。
ゲーム内には、スーパーキノコ、ファイアフラワー、スーパースターなどの従来のマリオシリーズのアイテムが登場するほか、新たなパワーアップアイテムも加わり、それらがマリオに特別なスーツを与えて新しい能力を提供する。『スーパーマリオブラザーズ3』から復活したスーパーこのはを取ると、タヌキマリオに変身し空中で浮遊したり尻尾で攻撃したりする能力を付与する。また、『地蔵このは』を取った場合、ヒップドロップの動作で地蔵マリオに変身できる。プレイヤーは予備のパワーアップアイテムをストックすることができ、タッチスクリーン上のアイテムをタップすることで取り出すことが可能である。
他のアイテムとして、ブーメランを投げて手の届かないアイテムを収集したり敵を攻撃したりできるブーメランフラワー、高所に到達することを可能にするプロペラボックス、装備して歩き回ることで追加のコインを得られるハテナボックスがある。また、同一ステージで5回ミスすると出現する無敵このはは、マリオに無敵状態とタヌキマリオの能力を与える。一方、同じく10回ミスした場合に出現するパタパタの羽は、プレイヤーをゴールポール付近まで直接送る機能を持つ（無敵このはとパタパタの羽は通常ワールドでのみ出現）。
各コースには3つの隠されたスターメダルが存在し、特定のコースを解放するために必要である。マップ画面にはキノピオの家があり、プレイヤーはキノピオを訪ねることで追加アイテムを受け取ることができる。また、「ミステリーボックス」でさらなるスターメダルを手に入れることも可能である。ゲームを一度クリアすると「スペシャル」ステージが解放される。一部のステージには、30秒の制限時間などのチャレンジが含まれている。スペシャルワールド1の城ステージをクリアすると、ルイージがプレイアブルキャラクターとして解放される。ルイージはマリオとは操作性がやや異なる。
本作はニンテンドー3DSの3D技術を活用し、ゲーム画面を見る際に奥行きを調整できる。ただし、このゲームは3D効果を必須としないよう設計されており、いくつかの障害物や重要なポイントは立体視をオンにすることでより目立ちやすく、簡単になることがある。さらに、3DSのジャイロ機能をオプションとして利用可能であり、大砲や双眼鏡の操作に使用できる。また、ゲームはすれちがい通信機能を備えており、プレイヤー同士がボーナスアイテムを含むミステリーボックスを交換することが可能である。

## ストーリー
嵐の夜、ピーチ姫の城の敷地内に立つ「しっぽの木」と呼ばれる枝分かれした木が、すべての葉を失う。この葉は実際にはスーパー葉であり、クッパによって盗まれたものである。クッパはこれらを利用して手下たちにタヌキのしっぽを与え、新たな能力（限られた飛行能力など）を付加している。この状況に最初は気づいていなかったマリオとキノピオたちは、翌日に木を調べに行った際、クッパからの手紙を発見し、姫がさらわれたことを知る。マリオは姫を救出するために旅に出て、盗まれたスーパー葉を使ったクッパの企みを知る。姫を救出した後、マリオとキノピオたちはタヌキスーツを持ってキノコ王国へと帰還し、マリオは姫を連れて戻る。マリオの行動により「しっぽの木」は元の姿に戻る。しかし、地面に落ちた写真にルイージが牢に閉じ込められ、ノコノコやピーパと一緒にいる様子が写っており、マリオはスペシャルワールド1への冒険を始める。
ルイージを救出した後、マリオとルイージは残りの7つのスペシャルワールドを攻略する旅を続ける。スペシャル8のキャッスルステージをクリアした後、広大な平野の遠くに新たな手紙が落ちる。以前マリオを助けた3匹のキノピオが手紙を調査し、クッパが再びピーチ姫をさらったことを発見する。ルイージとマリオによって再び姫が救出された後、タヌキスーツ姿のピーチ姫が写された新たな写真が見つかる。

## キャラクター
マリオ
主人公。クッパにさらわれたピーチ姫を助けに行く。
ルイージ
マリオの双子の弟。クリア後まで一切登場しないが、エンディング後でほねクッパに捕まっている事が判明し、スペシャルステージのワールド1の砦で幽閉されていた。救出すると以降プレイヤーキャラとして使用可能（通常ステージでも使える）になり、マップ画面の下画面にあるマークをタッチすればいつでも交代できる。マリオよりジャンプ力が高い反面、滑りやすいという点は『スーパーマリオブラザーズ2』『スーパーマリオギャラクシー』などと同じだが、極端な差が無いように調整されている。
ピーチ姫
キノコ王国の姫。今回もクッパにさらわれてしまう。
キノピオ
キノコ王国の臣下。コースのいたるところで登場し、望遠鏡で発見するとスターメダルや1UPキノコをくれたり、キノピオの家ではパワーアップアイテムなどをくれる。エンディングでは、オープニングの3人のキノピオもやってきてスーパーこのはでタヌキに変身し、空を飛ぶ。その後のスペシャルステージで登場するキノピオも全てタヌキの姿となっている。尚、踏むことが可能。

### 敵キャラクター
クッパ
カメ族の首領。本作でもピーチ姫を誘拐。しっぽがタヌキのものになっているしっぽクッパ、『New スーパーマリオブラザーズ』や『マリオカートWii』にも登場したほねクッパも登場する。
ブンブン
『スーパーマリオブラザーズ3』にも登場したクッパ軍のカメで、飛行船のボス。
プンプン
クッパ軍の紅一点で、飛行船のボス。

## 開発
本作は、以前に『スーパーマリオギャラクシー』と『スーパーマリオギャラクシー2』を開発した任天堂企画開発本部によって開発された。任天堂の子会社であるブラウニーブラウンが開発を支援した。スーパーマリオギャラクシー2のゲームディレクターである林田宏一が本作のディレクターを務め、ゲーム音楽は濱渦貴志、横田真人、早﨑明日香が作曲した。本作の開発期間は2年間で、当初は2人からなる開発チームが最終的には30人にまで拡大した。本作は2010年11月に宮本茂によって初めて発表され、その際、3Dマリオゲームと2Dマリオタイトルの両方がニンテンドー3DS向けに開発中であると発表された。宮本は3Dゲームを「完全にオリジナル」であり、スーパーマリオギャラクシーと『スーパーマリオ64』の中間のような作品だと表現した。
本作は2Dマリオゲームと3Dマリオゲームの間の溝を埋めるように設計されており、ゲームの本質的な楽しさを維持し、プレイヤーがゲーム体験を最大限に楽しめるようにするという宮本の哲学に影響を受けている。開発中の主な懸念事項は、2Dスーパーマリオゲームのファンだけでなく、3Dゲームのファンにもアピールできるゲームにすることであり、プレイヤーが迷うことなく、各レベルのゴールに向かって一方向にマリオを移動させるようにレベルが設計された。
本作の制作におけるインスピレーションの1つは、以前のマリオゲームでは実現できなかった特定の要素を実装できるようになった技術的進歩である。岩田聡は、「1996年にマリオがスーパーマリオ64で3Dで登場して以来、プレイヤーが3D空間に浮かぶブロックをどのようにジャンプして叩くかを判断することは常に困難であった」と説明し、ニンテンドー3DSの裸眼立体視がこの問題を解決できると考えた。据え置き型ゲーム機での開発経験しかなかった開発チームは、最初にスーパーマリオギャラクシー2を小型テレビモニターでプレイすることを試みた。マリオが小さすぎて見えず、操作が困難であることが判明したため、本作のカメラシステムとレベル地形は、プレイヤーがマリオを追跡しやすくするために、小型のニンテンドー3DS画面での視聴を前提に設計する必要があった。ゲームプレイの一部の側面は、任天堂の『ゼルダの伝説』シリーズからインスピレーションを受けており、特定の場面でのカメラの機能などが含まれる。最終的に本作に組み込まれなかったアイデアとしては、マリオのサイズを極端に変更できる能力や、ピーチ姫の顔を撮影した顔に置き換える機能などがある。ゲームタイトルはゲームボーイで発売された『スーパーマリオランド』シリーズへの敬意を表して選ばれた。
本作の開発は、2011年3月11日に発生した東日本大震災によって大きな影響を受けた。この災害により公共交通機関が麻痺し、任天堂のスタッフが出勤できなくなり、東京オフィスは約1週間閉鎖された。林田はこの災害に触発され、チームメンバーがよりコミュニケーションを取るように促し、スタッフがお互いの仕事を簡単に見たり話し合ったりできるようにオフィスを設置した。また、チームはグループミーティングを開催し、本作のレベルをプレイテストし始めた。林田は後に、チームがこのゲームが悲劇にもかかわらず喜びをもたらすことを願っていると述べた。
岩田聡は2011年のゲーム・デベロッパーズ・カンファレンスで本作を発表し、ゲームの仮ロゴに尻尾が付いていることを指摘し、その目的がE3 2011で明らかにされると述べた。宮本は後に「それはあなたが思っているものだ」と述べ、元々は『スーパーマリオブラザーズ3』に登場したパワーアップアイテムであるタヌキスーツを示唆した。正確な発売日は発表されなかったものの、宮本は2011年中にゲームを発売したいと述べた。本作はE3 2011の任天堂の記者会見で紹介され、タヌキスーツの登場とともに2011年の発売日が確定した。タヌキスーツはマリオがゆっくりと降下できるパワーアップアイテムだが、『スーパーマリオブラザーズ3』とは異なり、飛行はできない。
本作は2011年11月3日に日本で発売された。その後、北米では11月13日、ヨーロッパでは11月18日、オーストラリアでは11月24日に発売された。2012年にはニンテンドーeショップでも配信された。

### スタッフ
- エグゼクティブプロデューサー - 岩田聡
- ジェネラルプロデューサー - 宮本茂、手塚卓志
- プロデューサー - 小泉歓晃
- ディレクター - 林田宏一
- プランニング - 辻村大介
- デザインディレクター - 元倉健太
- レベルデザインリード - 白井太
- フィールドデザインリード - 米津真
- キャラクターデザイン - 渡辺大介、吉田陸斗、村田翔
- エフェクトデザイン - 山口一美
- プログラムディレクター - 菅原秀行
- プログラムリード - 青柳範宏
- プログラムサポート - 古閑直樹、早川毅
- 音楽 - 早崎あすか、横田真人、はまたけし
- サウンドプログラム・効果音 - 武澤勇矢、郷原繁利、辻勇旗
- イラストレーション - 中植茂久、中野祐輔[42][43]

## 評価

### 批評家の反応
スーパーマリオ 3Dランドは、批評家から高い評価を受けた。GameRankingsでは集計された評価が90.09%、Metacriticでは100点満点中90点を獲得しており、Metacriticでは3DSタイトルとして5番目に高い評価を受けたゲームである。日本国内では発売初週で34万3000本以上を売り上げ、それに伴いニンテンドー3DS本体が14万5000台以上売れた。本作は『ファミ通』から38/40の評価を受け、ステージ設計、初心者にとってのアクセスの良さ、3Dの活用が称賛された。IGNは本作に9.5点を与え、編集者の選択賞を授与し、「素晴らしく中毒性のあるゲーム」だと述べ、「3Dゲームがここまで完全に実現されたのはこれが初めて」と評価した。GamesRadarは本作に9/10を与え、豊富なコンテンツを称賛する一方で、ダッシュボタンの導入や難易度の簡単さを批判した。Game Informerは本作に9.5/10を与え、「過去の作品が設定したクオリティの水準に完全に応えており、3DSを所有する最大の理由となるゲームである」と述べた。また、ダッシュボタンや3D効果の利用を評価しつつ、「ボス戦のバリエーションの少なさ」を批判している。
1UP.comのジェレミー・パリッシュは、本作にあまり好意的ではないレビューを寄せ、ゲームの一部が簡単すぎると指摘し、「中程度の腕前を持つプレイヤーは本作で残機を失う危険に陥ることはほとんどない」と述べた。しかしながら、ゲームの演出が創造的であり、「親しみやすい要素に賢い工夫を施し、最後のステージでは手に汗握る緊張感を提供している」と評価している。GameProのジャスティン・ヘイウォルドは本作に満点を与え、任天堂がシリーズの懐かしい美学を巧みに再現しつつ、技術革新を維持していると述べた。「過去のマリオゲームを思い出させる音楽やステージ背景の中で、まったく新しい能力や独自にデザインされた巧妙なプラットフォームセクションがある」と称賛する一方で、3D機能の導入を「ほとんど演出の域を出ない」と評した。
GameSpotは、本作がシリーズ最高傑作の持つ創造的な側面に欠ける部分があると述べ、3D効果はほぼオプションだとしつつも、ゲームプレイが楽しくテンポが良いことを評価した。X-Playのラス・フルシュティックは、本作がこれまでの3DSタイトルの中で最高の作品であると考え、コンテンツの量が驚くほど充実していることを称賛し、ゲームのプレイ時間が初期の予測よりも二倍長いと述べた。
本作は2011年のSpike Video Game Awardsで「ベストハンドヘルドゲーム」賞を受賞している。さらにGameTrailersでは「ベストプラットフォームゲーム賞」と「2011年の3DSゲームオブザイヤー」を受賞した。また、第15回インタラクティブ・アチーブメント・アワードでは、アカデミーから「ハンドヘルドゲームオブザイヤー」賞を授与されている。

### 売上
本作は2014年8月時点で米国で309万本を売り上げている。日本国内では、2012年8月1日時点で166万本以上を販売している。本作は、3DS用ソフトとして初めて500万本を突破したタイトルである。全世界での累計販売本数は1288万本であり2024年3月31日現在、3DS用ソフトとしては7番目に売れたゲームとなっている。

### 論争
本作のタヌキマリオに関して、動物の倫理的扱いを求める人々の会（PETA）は、「毛皮を着ることを肯定している」と抗議した。Eurogamerの取材に対し、任天堂ヨーロッパ広報は、「マリオの風変わりで陽気な変身は、ゲームを面白くするもので、何もメッセージ性を持たない」とコメントしている。後にPETAは、タヌキが生きたまま皮を剥ぎ取られているという問題に注目してもらうための冗談だと主張している。なお、Kotakuは、PETAが日本のタヌキに関する文化について「大きな誤解をしている」と批判している。